# María Antonia Dans
María Antonia Dans Boado (Oza de los Ríos, La Coruña, 14 de abril de 1922 
 – Madrid, 17 de febrero de 1988) fue una pintora española.

## Trayectoria

### Formación
Aunque nacida en Oza de los Ríos, se traslada con su familia al vecino municipio de Curtis siendo muy niña. Los paisajes y las vivencias de su infancia marcarían su obra. Inició su formación en la Escuela de Artes y Oficios de su ciudad natal y en la academia de Lolita Díaz Baliño junto a otras pintoras gallegas como Elena Gago. A principios de los cincuenta se traslada a Madrid, donde vivió el resto de su vida y asistió a las clases del Círculo de Bellas Artes de Madrid y de la Escuela de Bellas Artes de San Fernando.

### Madrid
Comenzó a exponer en 1950 en La Coruña, junto a Gloria del Llano y en Santiago de Compostela en 1951. En Madrid lo hizo por primera vez en 1953. Frecuentó los círculos artísticos madrileños conociendo a Benjamín Palencia y Daniel Vázquez Díaz que influyeron en su obra. Y participando de las tertulias del Café Gijón donde coincidió con pintoras como Maruja Moutas, Begoña Izquierdo o Isabel Santaló, entre otros de los artistas más significativos del momento. 
Fue incluida por Ramón Faraldo en su libro Espectáculo de la pintura española. Una exposición suya junto a René Francois recibió una reseña muy positiva de su amigo Camilo José Cela. Desde entonces su obra recorrió toda España y numerosos países extranjeros ya que la invitó el Gobierno español a importantes muestras colectivas, especialmente a París, donde se la concedió la medalla de la Villa y la del Museo de Arte Moderno. Obtuvo el premio de la Fundación March, así como bolsas de viaje de los Ministerios de Asuntos Exteriores y Educación Nacional. También consiguió premios y medallas de diputaciones y ayuntamientos (Córdoba, Badajoz, Alicante entre otros).
Su obra se puede apreciar en numerosos paradores de turismo, como el de León, y otros edificios oficiales y públicos. Está representada en el Museo de Arte Contemporáneo de Madrid, en todos los de Galicia y en un buen número de provincias de España.
En 2019 su obra formó parte de la exposición  Dibujantas, pioneras de la Ilustración en el Museo ABC.

### Vida personal
Se casó con el periodista Celso Collazo Lema en Madrid en 1952. Fue la madre de la actriz Rosalía Dans.

## Estilo
La pintura de María Antonia Dans, a veces calificada de "naif" es, en realidad, un neoexpresionismo de raíz deliberadamente ingenua, con alguna inspiración en el bordado popular. De la obra de María Antonia Dans, que alcanza su plenitud en la década de los setenta, destaca la intensidad cromática. Sus representaciones son apacibles y expresan una vida placentera y feliz a través de su ingenuidad y cromatismo. Los trabajos del campo y el mundo del mar son temas habituales en su obra. Su estilo es esquemático y sencillo con simplificación de líneas, falseamiento de perspectivas y manchas de color.